# Vysoká u Příbramě

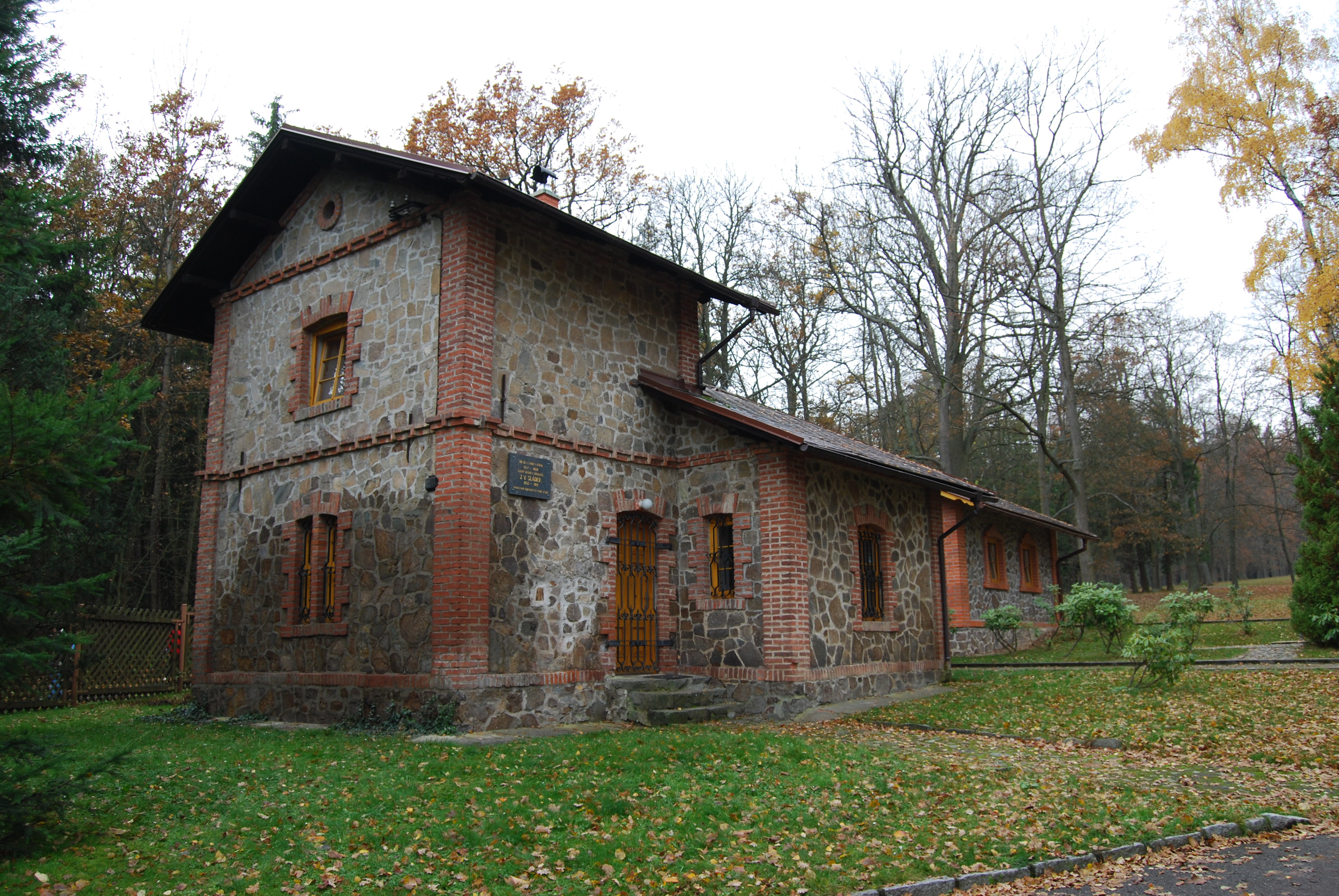
Gartenhaus von Josef Václav Sládek

Vysoká u Příbramě (deutsch Wissoka) ist eine Gemeinde bei Příbram im Okres Příbram (Bezirk Pibrans) im Südwesten der Region Mittelböhmen in Tschechien. Der Ort liegt auf 575 m Höhe, hat eine Gemarkungsfläche von 4,86 km² und rund 300 Einwohner (Stand 2006). Die erste schriftliche Erwähnung des Dorfes stammt aus dem Jahr 1367.

## Dvořák-Gedenkstätte

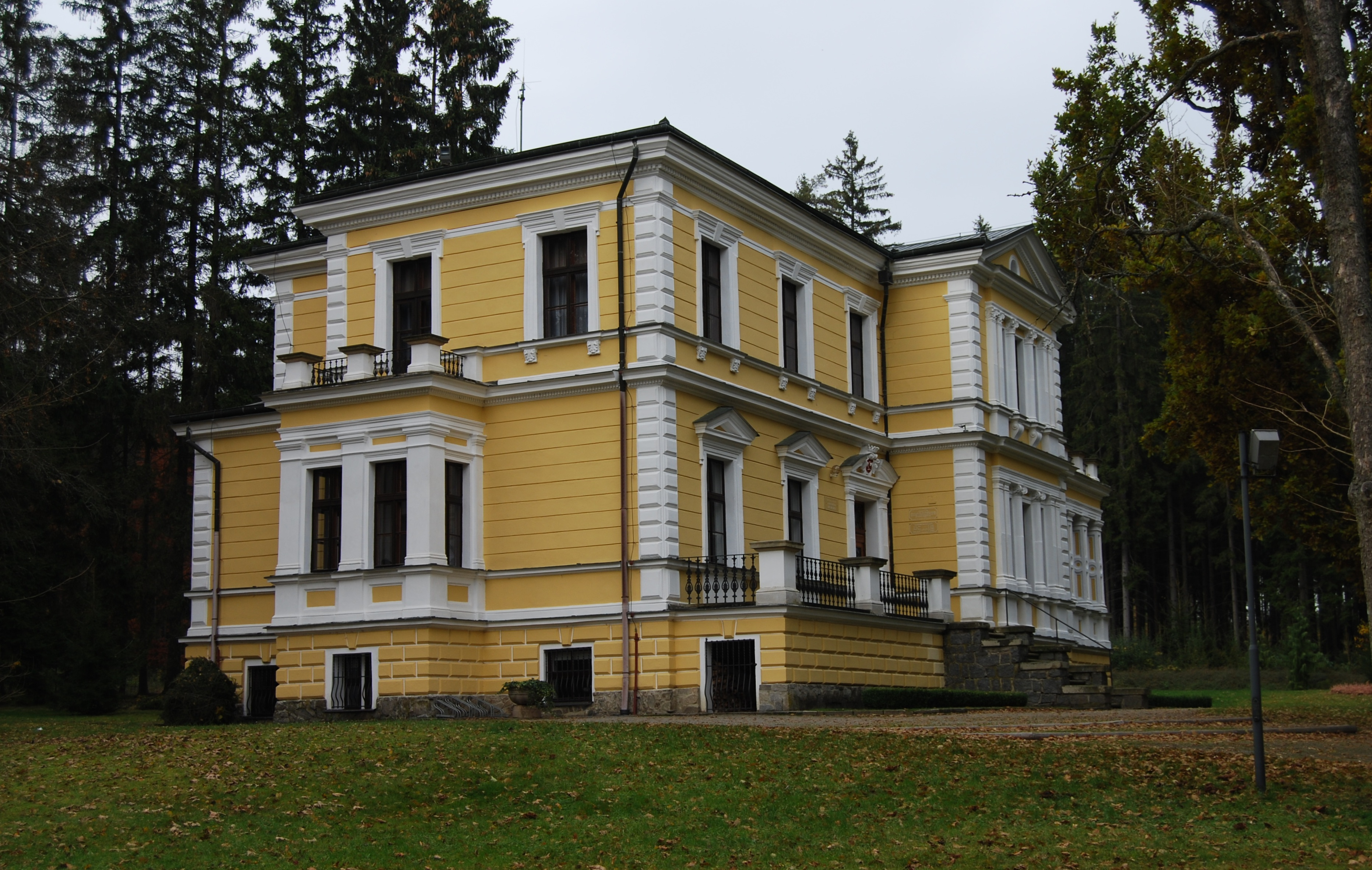
Dvořák-Museum und Gedenkstätte

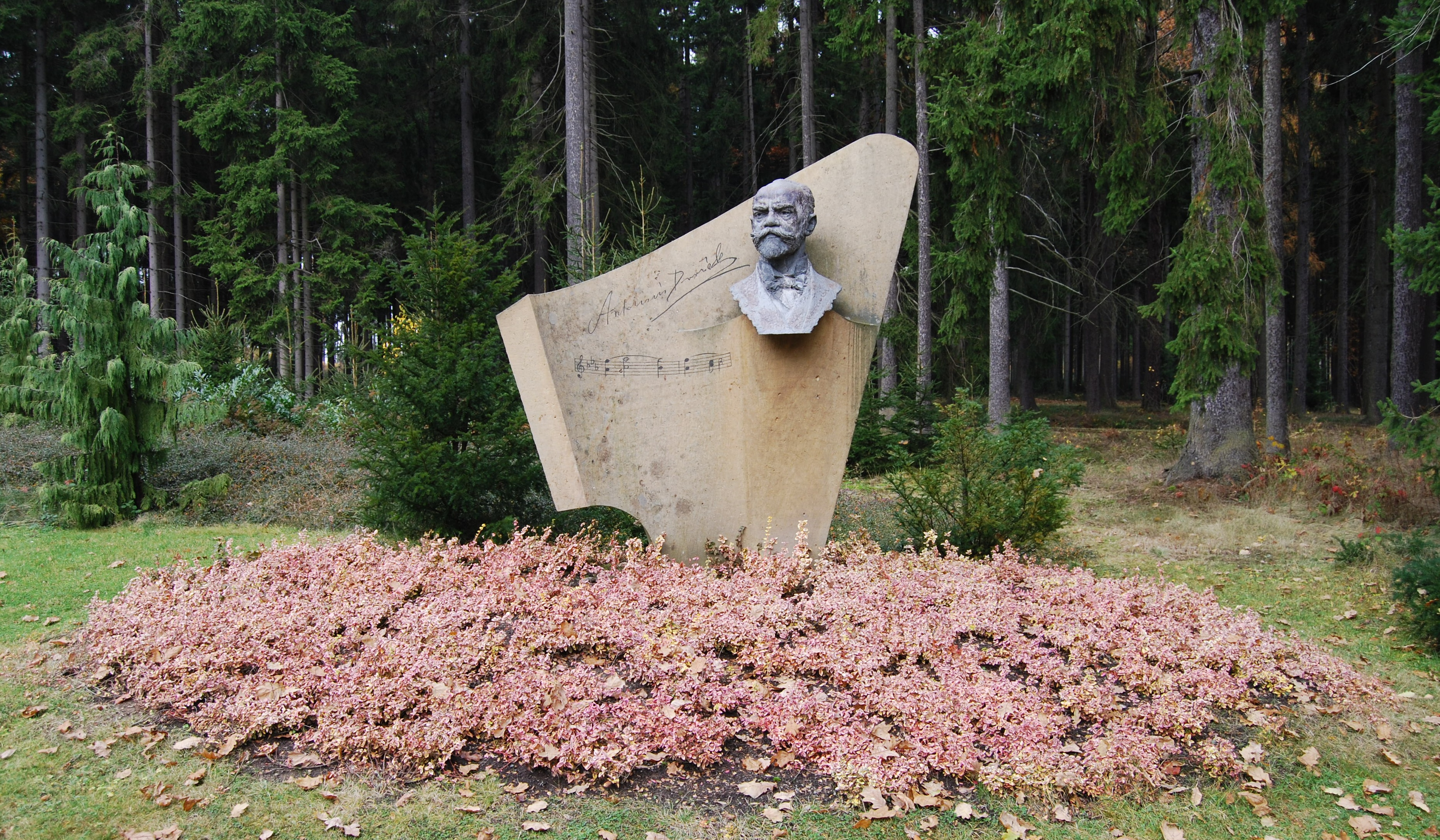
Dvořák-Denkmal im Park (von Karel Otáhal, 1962)

Hauptattraktion des Dorfes ist ein 1878 im Stil der Neorenaissance erbautes „Schlösschen“ mit einem etwa acht Hektar großen englischen Landschaftspark der romantischen Stilphase (ursprünglich ein Jagdpark) und zwei Seen. Bauherr war der Besitzer der Herrschaft Vysoká, Graf Wenzel Robert von Kaunitz (Václav Robert Kounic), der dort mit seiner ersten Frau Josefína Kounicová (1849–1895; geborene Čermáková), einer damals berühmten Prager Schauspielerin, wohnte. Architekt des Gebäudes war Čeněk Gregor.
Die Villa Rusalka im Park war während mehr als zwei Jahrzehnten Landsitz des böhmischen Komponisten Antonín Dvořák, dessen Schwager der Graf Kaunitz war. Anna Čermáková (1854–1931), die Schwester von Kaunitz erster Frau, war Dvořáks Gattin. Die Schwestern Čermáková waren 1865 Schülerinnen Dvořáks. In die sechzehnjährige Josefína verliebte er sich unglücklich, die zu dieser Zeit elfjährige Anna heiratete er acht Jahre später. Im Jahre 1884, nach seinem großen künstlerischen Durchbruch in England, erwarb Dvořák von Kaunitz ein Grundstück am Rand des Parks mit ehemaligem Verwalterhaus und Schafstall und gestaltete dies zur Villa Rusalka um. Zahlreiche der Kompositionen Dvořáks entstanden auf diesem Landsitz und wurden von der Landschaft um Vysoká u Příbramě beeinflusst, darunter seine bekannteste Oper „Rusalka“, deren Motive insbesondere vom Rusalka See herrühren sollen. Auch für seine 8. Sinfonie ließ Dvořák sich von der Gegend inspirieren. Neben dem Komponieren widmete er sich dort dem Obstanbau, Gärtnern und der Taubenzucht.
Im Gartenhaus des Parks lebte zwischen 1897 und 1898 der Schriftsteller Josef Václav Sládek. Heute dient der Landsitz als Gedenkstätte und Museum zur Erinnerung an Dvořáks Leben (Památník Antonína Dvořáka). Das Anwesen wurde vom tschechischen Staat mit dem Europäischen Kulturerbe-Siegel ausgezeichnet. – Die Villa Rusalka ist bis heute im Besitz der Nachkommen des Komponisten.